# Anton Andreyevich Betyuzhnov
Anton Andreyevich Betyuzhnov (tiếng Nga: Антон Андреевич Бетюжнов; sinh ngày 8 tháng 5 năm 1997) là một cầu thủ bóng đá người Nga. Anh thi đấu cho F.K. Shinnik Yaroslavl.

## Sự nghiệp câu lạc bộ
Anh có màn ra mắt tại Giải bóng đá Quốc gia Nga cho F.K. Shinnik Yaroslavl vào ngày 15 tháng 5 năm 2016 trong trận đấu với FC Sibir Novosibirsk.